# Маній Ацилій Глабріон (консул-суффект)
Маній Ацилій Глабріон (лат. Manius Acilius Glabrio) — давньоримський політик першої половини ІІ ст. до н. е., консул-суфект 154 року до н. е.
Походив з роду Ациліїв. Був сином Манія Ацилія Глабріона, консула 191 р. до н. е., на честь якого збудував храм, присвячений богині Пієта. 
Став еділом у 166 р. до н. е., а в 154 р. до н. е., через смерть консула того року Луція Постумія Альбіна, його обрано консулом-суфектом.

## Родина
- Маній Ацилій Глабріон, народний трибун 122 року до н.е.